# Montenol
Montenol era una antigua comuna suiza del cantón del Jura, situada en el distrito de Porrentruy. El 1 de enero de 2009 se fusionó con los municipios de Epauvillers, Epiquerez, Montmelon, Ocourt, Saint-Ursanne y Seleute para formar la comuna de Clos du Doubs.
El municipio limitaba con las comunas de Saint-Ursanne, Montmelon y Epauvillers.